# Сюртсей

Сюртсей на карте архипелага Вестманнаэйар

Сюртсей (исл. Surtsey) — необитаемый остров в Исландии, самая южная точка страны, объект Всемирного природного наследия. Один из объектов группы вулканического комплекса Вестманнаэйяр.
Сюртсей — один из немногих островов, появившихся в современное время, и едва ли не единственный, на котором с первого момента появления твёрдой породы выше уровня океана проводятся научные исследования в рамках долгосрочной программы биологических исследований.

## История

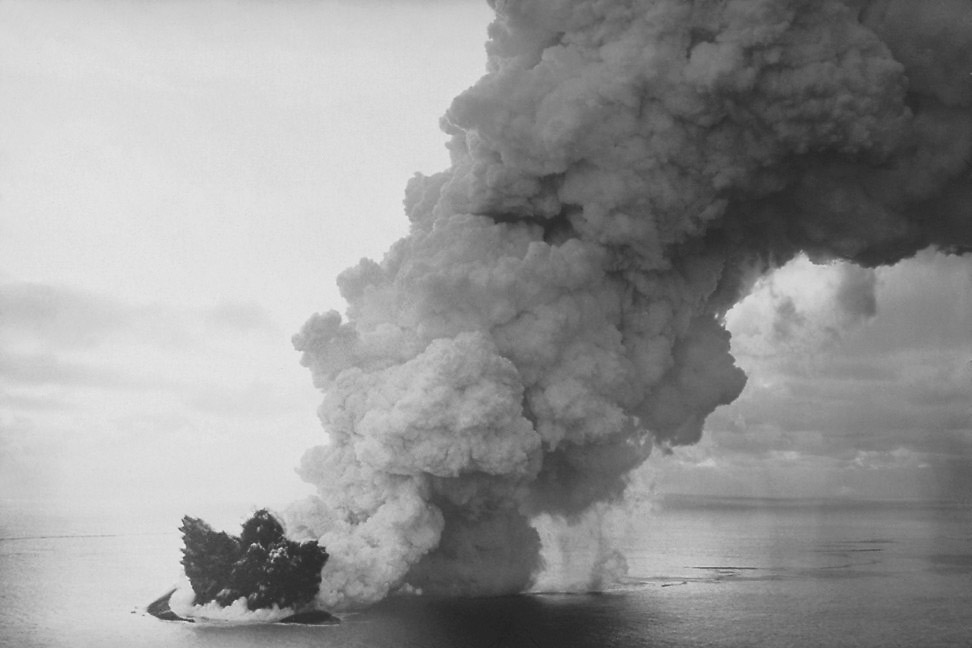
Начало извержения

Схема Сюртсейского извержения

Остров появился 14 ноября 1963 года. За несколько дней до этого на глубине 130 метров началось извержение подводного вулкана к юго-западу от островов Вестманнаэйяр. До июня 1967 года было около ста извержений, после чего остров достиг площади 2,7 км². Однако потом эрозия и вымывание почвы волнами уменьшили площадь острова до 1,5 км² в 2000 году. На 2008 год площадь острова составила 1,4 квадратных километра.
Остров назвали Сюртсей, что по-исландски означает «остров Сурта», в честь огненного великана (йотуна) в германо-скандинавской мифологии. Кроме главного острова образовалось и несколько маленьких островков.

## Появление жизни

Карта острова Сюртсей

Сюртсей состоял лишь из вулканической пемзы, однако привлёк внимание учёных всего мира, так как на его примере можно было вести наблюдения за появлением жизни на острове. Доступ сюда для «чистоты эксперимента» был ограничен.
Учёными было определено, что бактерии и прочие микроорганизмы поселились на Сюртсее уже в первые часы рождения острова.
Постепенно здесь стали появляться растения. Сначала это были мхи и лишайники, которые оказались на острове уже в 1965 году; первыми среди них были Funaria hygrometrica, Bryum argenteum и Trapelia coarctata. В середине 1980-х насчитывалось уже более 20 видов растений. Первым обнаруженным на острове цветковым растением стала морская горчица приморская, или какиле приморский (Cakile maritima) из семейства Капустные, чуть позже были найдены также песколюбка песчаная (Ammophila arenaria), гонкения бутерлаковидная (Honckenya peploides) и мертензия приморская (Mertensia maritima). В 1998 году был обнаружен первый кустарник — ива филиколистная (Salix phylicifolia). К 2008 году на острове было найдено 69 видов растений.
Сюртсей лежит на пути перелётов многих видов птиц. Разумеется, птицы, как перелётные, так и живущие на Вестманнаэйаре, приземляются, удобряя бесплодные почвы острова своим помётом, в котором, кроме органических и минеральных веществ, находятся непереваренные семена растений, что способствует распространению новых видов. Исследования показали, что около 75 % семян были занесены на остров птицами, 14 % — ветром, ещё 11 % — водой.
Первыми на острове были замечены буревестники и гагарки. В 1986 году обнаружилась колония чаек, гнездовавшихся на Сюртсее. Кроме того, остров посещаем такими птицами, как лебеди, дикие гуси и во́роны. В XXI веке обнаружены гнездовья ту́пиков.
На Сюртсее к концу первого десятилетия существования также обнаружены и другие животные и насекомые: черви, пауки, жуки, мухи, клещи и 335 видов беспозвоночных животных.
Морская жизнь у острова характерна для этого района: богата и рыбой, и планктоном.

## Эрозия
Эрозия острова — одна из главных проблем Сюртсея и окружающих островков. За 40 лет существования площадь острова уменьшилась почти вдвое, однако с середины 1980-х темпы эрозии резко замедлились. По оценкам ученых, если текущая скорость эрозии не изменится, к 2100 году остров окажется на одном уровне или ниже уровня моря, и в это же время обнажится более прочное ядро острова. По прогнозам специалистов, остров после этого может просуществовать еще несколько столетий.
Образовавшийся рядом с ним в результате выброса лав на поверхность в декабре 1965 года малый островок Йоульнир (исл. Jólnir) возвышался на 70 метров над уровнем моря, а через год его размыл океан и от него ничего не осталось.

## Климат
Климат типичен для Вестманнаэйара и южного побережья Исландии. Океан у острова не замерзает, плавучие льды в этом районе большая редкость. Температура самого холодного периода (январь — февраль) превышает нулевую отметку (+1 — +1,5  °C), самого тёплого (июль — август) — +10,5 °C. Дожди идут часто на протяжении всего года, зимой иногда выпадает снег, который быстро тает. Годовое количество осадков составляет около 1600 миллиметров.

### Комментарии
1. ↑  Первым изержение вулкана заметил капитан корабля, который вначале принял его за пожар на большом судне[3].

### Сноски
1. 1 2  Surtsey, island, Iceland (англ.). Encyclopaedia Britannica. Дата обращения: 7 октября 2020. Архивировано 21 октября 2020 года.
2. ↑  Extensive information about plant and bird life on the island. www.vulkaner.no. Дата обращения: 7 октября 2020. Архивировано 19 мая 2007 года.
3. ↑  Bjornerud, 2021, Глава 3. Ритмы жизни.
4. ↑  Surtsey Topography. denali.gsfc.nasa.gov. Дата обращения: 7 октября 2020. Архивировано из оригинала 25 октября 2006 года.
5. 1 2 3  Today in science: An island is born (англ.). EarthSky. Дата обращения: 7 октября 2020. Архивировано 24 сентября 2020 года.
6. 1 2  The Surtsey Nature Reserve (англ.). Umhverfisstofnun. Дата обращения: 7 октября 2020.
7. ↑  A notice from the Environmental & Food Agency. wayback.vefsafn.is. Дата обращения: 7 октября 2020. Архивировано 29 ноября 2004 года.
8. ↑  Суртсей. ЮНЕСКО. Дата обращения: 7 октября 2020. Архивировано 10 августа 2020 года.
9. ↑  Webcam on Surtsey. en.vedur.is. Дата обращения: 7 октября 2020. Архивировано 24 сентября 2020 года.
10. ↑  Website of The Surtsey Research Society. Архивировано из оригинала 16 июля 2011 года.
11. ↑  Weather observations on Surtsey. en.vedur.is. Дата обращения: 7 октября 2020. Архивировано 23 сентября 2020 года.